# Eryngium × fernandezianum
Eryngium × fernandezianum är en hybridart i släktet martornar och familjen flockblommiga växter.
Arten är en korsning mellan Eryngium bupleuroides och Eryngium inaccessum, och förekommer på Juan Fernández-öarna utanför Chile. Den beskrevs av Carl Skottsberg 1914.